# Distichophyllum andicola
Distichophyllum andicola là một loài Rêu trong họ Hookeriaceae. Loài này được Spruce ex Mitt. mô tả khoa học đầu tiên năm 1869.